# (73476) 2002 PO4
(73476) 2002 PO4 – planetoida z pasa głównego asteroid okrążająca Słońce w ciągu 3,39 lat w średniej odległości 2,26 j.a. Odkryta 4 sierpnia 2002 roku.